# Jelizawietowka (obwód rostowski)
Jelizawietowka (ros. Елизаветовка) – wieś (sieło) w Rosji, w obwodzie rostowskim, w rejonie azowskim. W 2010 liczyła 1979 mieszkańców.